# Aula der Polytechnischen Hochschule Lausanne

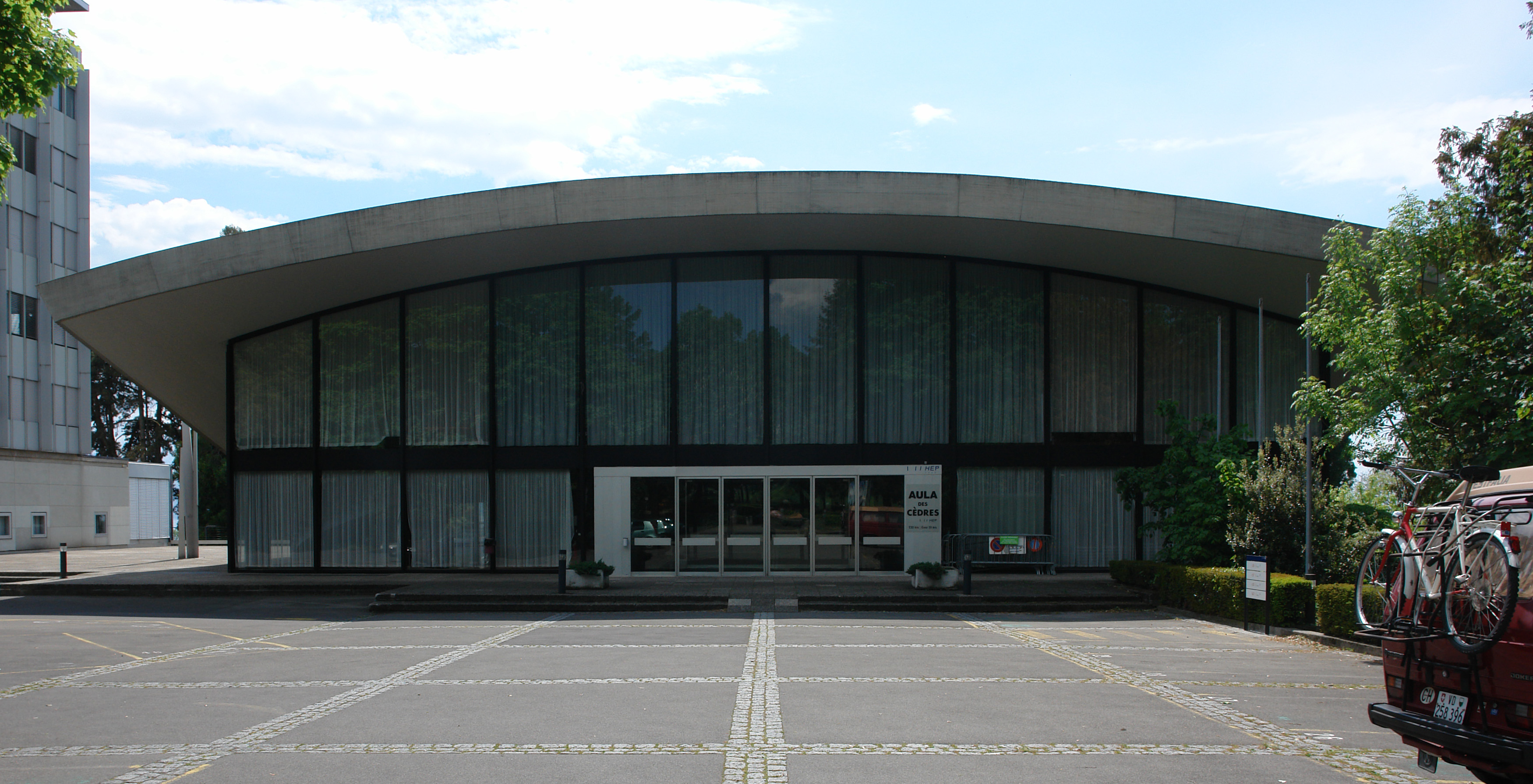
Eingangsfassade

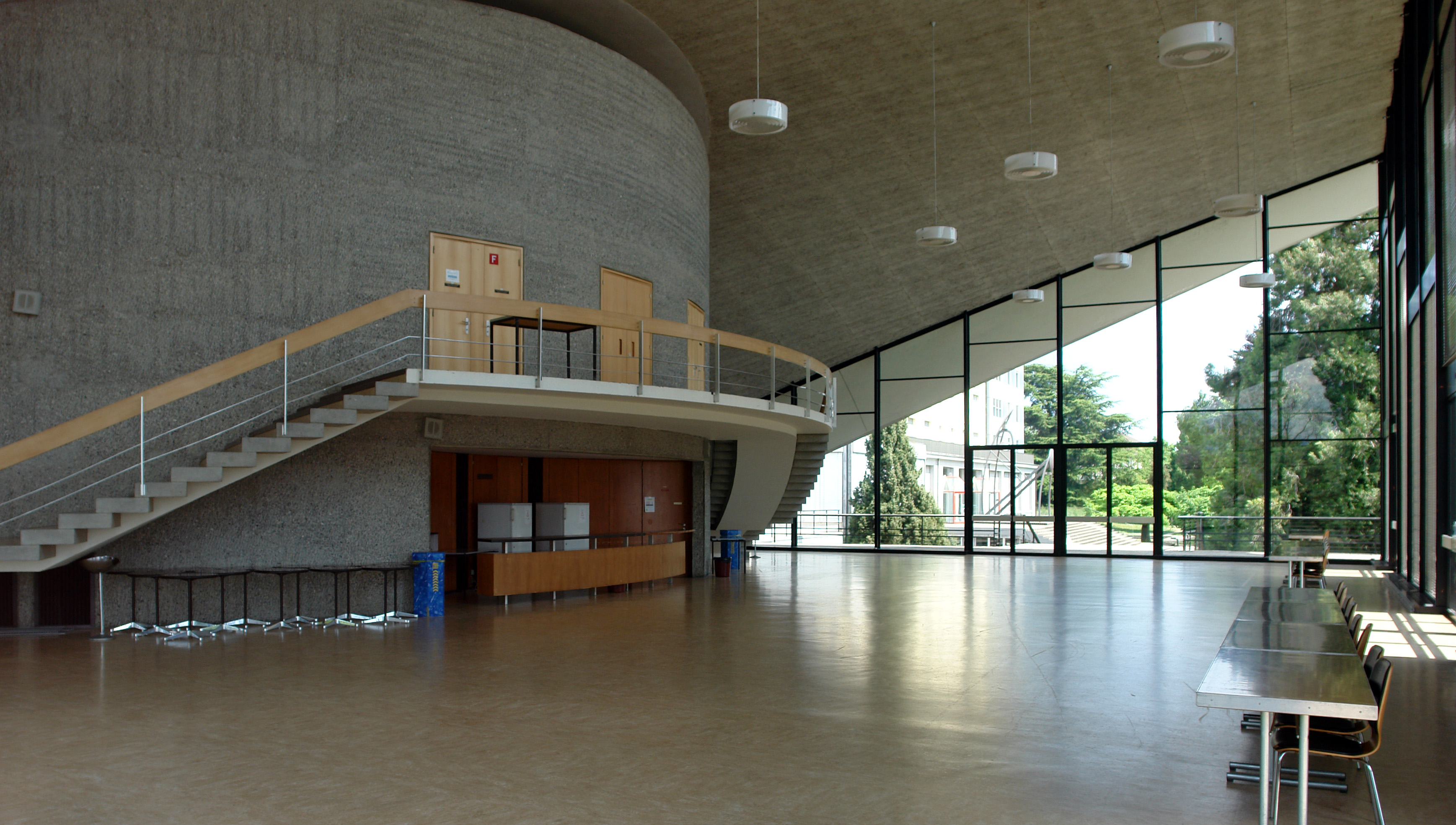
Seeseitiges Foyer

Die Aula der Polytechnischen Hochschule Lausanne (der EPFL in Lausanne), erbaut 1961–62, wurde von Jean Tschumi als Architekt und François Panchaud als Ingenieur geplant.

## Baubeschreibung
Neben dem ehemaligen Hauptgebäude der Lausanner Universität erhebt sich über einem terrassenartigen Sockelgeschoss das Auditorium. Ein mächtiges Dach, als Schalenkonstruktion ausgebildet, wird von dem im Grundriss rechteckigen Ringanker aufgespannt. Es überdeckt eine Fläche von knapp 1800 m². Die eingerückt daruntergestellte Glasfassade bildet den eigentlichen Gebäudekubus, in den der Hörsaal frei mittig eingestellt ist. Dieser Hörsaal besteht aus zwei ineinandergestellten ovalen Halbzylindern, an seinen Seiten bleibt ein Durchgang vom bergseitigen zum seeseitigen Foyer.

## Planungs- und Baugeschichte
Die Aula markiert den Beginn der dritten Erweiterung der kantonalen Universität des Waadtlandes in Lausanne, aus der dann später die Bundesuniversität hervorgegangen ist. Tschumi, der Leiter der Architekturabteilung war und auch Gründungsprofessor der 1943 eingerichteten Hochschule, wurde 1958 nach einem Studienentwurf direkt beauftragt. Zunächst zeigten die Skizzen Entwürfe mit netzartigen Dächern, bis Tschumi im August 1958 die Lösung mit dem sich weit nach Norden und Süden öffnenden Dach findet: Er definiert den Sockel, die eingestellten Funktionskörper und das darübergespannte Dach.
Die ambitionierte Konstruktion der Schale ab 1961, die von Panchaud mittels experimenteller Statik gefunden wurde, beanspruchte das beauftragte Unternehmen Martinelli SA aufs Äusserste; Fehlstellen im Beton, der über dem Lehrgerüst schwer zu giessen war, traten ebenso auf wie herausragende Klemmbügel und Spannbetonarmierungen. Die Einweihung fand 1962 statt, eine umfangreiche Sanierung des Gebäudes durch Lamunière und Devanthéry erfolgte 1995.